# Diana María García
Diana María García Orrego  (* 17. März 1982 in Barbosa) ist eine ehemalige kolumbianische Radrennfahrerin.

## Sportliche Laufbahn
2005 wurde Diana García panamerikanische Meisterin im Sprint und belegte im Keirin Platz drei. Im Jahr darauf wurde sie jeweils Dritte im Sprint, im Teamsprint (mit Sol Roa) sowie im 500-Meter-Zeitfahren. 2009 belegte sie Platz zwei beim Gran Caracol de Pista, einer jährlichen mehrtägigen Bahnradsportveranstaltung in Medellín. 2010 wurde sie bei den Zentralamerika- und Karibikspielen im puerto-ricanischen Mayagüez Dritte im Straßenrennen. 2011 wurde sie bei den Panamerika-Meisterschaften Dritte im Sprint und Zweite im Teamsprint, gemeinsam mit Juliana Gaviria; 2012 wurden die beiden Fahrerinnen gemeinsam Dritte.
2012 startete Diana García bei den Olympischen Spielen in London und belegte gemeinsam mit Juliana Gaviria Platz zehn im Teamsprint. 2015 beendete sie vorübergehend ihre Radsportlaufbahn, nach dem sie mit Gaviria eine Bronzemedaille im Teamsprint bei den Panamerikaspielen errungen hatte.
2018 gewann García mit Martha Bayona bei den Südamerikaspielen Gold im Teamsprint und Silber im Keirin. 2019 belegte sie mit Juliana Gaviria bei den Panamerikameisterschaften im Teamsprint Rang drei.

## Erfolge
2005
- Panamerikameisterin – Sprint
- Panamerikameisterschaft – Keirin

2006
- Panamerikameisterschaft – 500-Meter-Zeitfahren
- Panamerikameisterschaft – Sprint, Teamsprint (mit Sol Angie Roa)

2010
- Zentralamerika- und Karibikspiele – Straßenrennen

2011
- Panamerikameisterschaft – Teamsprint (mit Juliana Gaviria)
- Panamerikameisterschaft – Sprint

2012
- Panamerikameisterschaft – Teamsprint (mit Juliana Gaviria)

2014
- Südamerikaspiele – Teamsprint (mit Juliana Gaviria)
- Südamerikaspiele – Sprint, Keirin

2015
- Panamerikaspiele – Teamsprint (mit Juliana Gaviria)

2018
- Südamerikaspielesiegerin – Teamsprint (mit Martha Bayona)
- Südamerikaspiele – Keirin

2019
- Panamerikameisterschaft – Teamsprint (mit Juliana Gaviria)